# CR大海物語
『CR大海物語』（シーアールおおうみものがたり、英: Great Sea Story）は、2005年3月14日に三洋物産から発売されたデジパチタイプのパチンコ。発売から2006年5月にかけてパチンコ店シェアNo.1であった。

## シリーズ
『CR大海物語』の後継機として以下の機種が発売され、シリーズ化されている。
CR大海物語スペシャル
2008年7月14日発売。一発告知のパールフラッシュや保留先読み予告が搭載された。遊パチタイプも発売されシリーズ化されている。2016年12月5日には復刻版が発売された。
CR大海物語2
2012年4月2日発売。タッチセンサーが搭載された。
CRまわるんパチンコ大海物語3
2014年11月4日発売。まわるんシステムが採用された。ロングSTタイプも発売されシリーズ化されている。
CR大海物語4
2017年12月4日発売。ビッグバイブ演出が搭載された。新ステージのクリスタルステージが搭載された。
P大海物語4スペシャル
2020年12月7日発売。遊タイムとMy海カスタムが搭載された。2ラウンド確変が廃止された。
P大海物語5
2023年2月6日発売。泡や魚群などが巨大化するBIG演出が搭載された。英語タイトルが「Great Sea Story」から「Big Sea Story」に変更された。
P大海物語5スペシャル
2024年11月5日発売。海物語シリーズ初の先バレ演出が搭載された。時短中の通常大当たりの場合は、大当たりラウンド終了後に200回の時短に突入するBIGアシストシステムが搭載された。

## 機種一覧
| 名称           | 発売          |
| -------------- | ------------- |
| CR大海物語 M56 | 2005年3月14日 |
| CR大海物語 M2  | 2005年3月14日 |
| CR大海物語 M55 | 2005年11月1日 |

## 概要
『CR新海物語』の後継機として発売され、前機種に引き続き大ヒットとなる。海物語シリーズ初の2004年改正規則準拠機である。本作にはラグーン、アトランティス、トレジャーと、演出の異なる3つのステージが搭載されており、台左下に設置されたボタンを押すことでステージを切り替えることができる。
『CR大海物語 M56』（369バージョン）、『CR大海物語 M2』（329バージョン）、『CR大海物語 M55』（309バージョン）の3スペックが発売された。
5連荘以上で初代ミスマリンちゃんグランプリの大久保麻梨子、10連荘以上で大久保に加えて初代ミスマリンちゃん準グランプリの阪本麻美、三宅梢子の実写画面が現れる。
本作から時短の専用BGMが搭載された。『CR新海物語』や『CR新海物語スペシャル』では、確変と同じBGMが使用されていた。

## 図柄
奇数図柄がSUPER LUCKY、偶数図柄がLUCKYと表示される。奇数図柄が確変大当たり、偶数図柄が通常大当たりとなっている。
- 1. タコ
- 2. ハリセンボン
- 3. カメ
- 4. サメ
- 5. エビ
- 6. アンコウ
- 7. シュゴン
- 8. エンゼルフィッシュ
- 9. カニ
- 裏4. サメ

### 大当たり表示とラウンド数
| SUPER LUCKY | LUCKY   |
| ----------- | ------- |
| 15R確変     | 15R通常 |

## ステージ解説
ラグーンステージ
前作『CR新海物語』とほぼ同様の演出を楽しめるステージ。
アトランティスステージ
ボタンを使用した演出が楽しめるステージ。最もシンプルな演出のステージである。
トレジャーステージ
ステップアップ予告が搭載されたステージ。ただし一般的なステップアップ予告とは異なり、リーチ後に発生する。

## 予告演出
予告なし
リーチ成立直後に演出が起こらないこと。ノーマルリーチ発展濃厚となる。
泡予告
リーチ成立直後に画面下部から泡が発生する演出。スーパーリーチに発展する可能性がある。
魚群予告
リーチ成立直後に画面右側から魚群が通過する演出。期待度が高い演出であり、スーパーリーチ発展濃厚となる。ノーマルリーチに発展した場合は、法則崩れにより大当たり濃厚となる。確変中に発生して大当たりした場合は確変大当たり濃厚となる。
イルカ予告
アトランティスステージ専用演出。
リーチ成立直後にイルカが画面に出現する演出。スーパーリーチに発展する可能性がある。イルカの代わりにシャチが通過した場合はスーパーリーチ発展濃厚となる。クジラが通過した場合は大当たり濃厚となる。
ステップアップ予告
トレジャーステージ専用演出。
リーチ成立時に4段階のステップが発生する演出。
ステップ1はリーチ成立時に泡音が鳴る。滑り予告場合、滑ると同時に泡音が発生する。泡音が発生せずにリーチが掛かった場合ノーマルリーチ濃厚となる。
ステップ2はリーチ成立直後に泡が発生する。泡が発生しなかった場合はノーマルリーチ濃厚となる。
ステップ3はステップ2の泡演出の直後にクラゲが発生する。ステップ3が発生した時点でスーパーリーチ発展濃厚となる。
ステップ4はスーパーリーチ発展時に魚群が発生する。魚群が発生すれば期待度が高くなる。魚群が発生しなければ期待度が低い。

## チャンスボタン演出
チャンスボタンは実践上ではステージ変更及びアトランティスステージでしか使用することがないものの、全ステージで共通した裏技的なチャンスボタン演出が存在する。
ブレーキアクション
リーチ後から図柄停止までの間にボタンを押すと変動中の中段図柄が反応しブレーキアクションをする。但し、単なる演出でありこれと言って意味はない。
通常は図柄が停止した後はボタンを押してもブレーキアクションが発生しなくなるが、ブレーキアクションをすることがありこれは変動が終わっていない、つまり再始動演出が確定するということである。ほんの一瞬だけではあるがいち早く大当たりであることがわかる。但し、アトランティス及びトレジャーでは、上下段の図柄アクションの微妙な変化からも判別が可能。
奇数昇格演出
偶数図柄が揃って昇格スクロールが発生する直前にボタンを押すと初代ミスマリンちゃんがカットインされる演出。

## リーチ演出
ノーマルリーチ
特に何も起こらないリーチ演出。期待度は低い。シングルリーチ及びダブルリーチのどちらからも発展する。通常時に半コマズレ停止をすると再始動が発生する可能性が高くなっている。
珊瑚礁リーチ
ラグーンステージ専用演出。
シングルリーチから発展し、画面下部から珊瑚礁が出現する演出。珊瑚礁の高さが通常よりも高い場合は期待度が高くなる。
女神像リーチ
アトランティスステージ専用演出。
シングルリーチから発展し、画面下部から女神像が出現する演出。女神像の高さが通常よりも高い場合は期待度が高くなる。
宝の山リーチ
トレジャーステージ専用演出。
シングルリーチから発展し、画面下部から宝の山が出現する演出。宝の山の高さが通常よりも高い場合は期待度が高くなる。
黒潮リーチ
シングルリーチから発展し、画面に黒潮が流れる演出。黒潮の流れが通常より速い場合は期待度が高くなる。
マリンちゃんリーチ
ダブルリーチから発展し、画面上部からマリンが登場する演出。ステージによってマリンの水着が異なる。期待度は予告により変化する。ラグーンステージ及びアトランティスステージでは、マリンの手招き仕草が通常より小さい場合は期待度が高くなる。トレジャーステージでは、フレームの色がオレンジ・フレーム内の三角のマークが赤色に変化した場合は期待度が高くなる。
押しボタン演出
アトランティスステージ専用演出。
スーパーリーチに発展した際に画面にボタンアイコンが出現し、ボタンプッシュを促される演出。押すと泡または魚群が出現する。
スーパーリーチでの手前停止ハズレ否定
今作より搭載された以後のシリーズにも継承されているシステムで、魚群予告が発生した場合と各スーパーリーチでチャンスアップが発生した場合は大当たり図柄の半コマ手前で停止して外れることがない（マリンちゃんリーチの場合、最初の図柄のみが対象）。
つまり手前で停止した場合は必ず半コマ進んで大当たりとなる。
（『CRスーパー海物語 IN 沖縄2』の沖縄モードで、レッツマンボウ演出が絡んだスーパーリーチでは魚群予告が発生していても半コマ手前で停止して外れることがある。）

## プレミアム演出
魚群系プレミアム
魚群予告に関するプレミアム演出。数種類存在する。
赤魚群
ラグーンステージ及びトレジャーステージ専用演出。
赤魚群（実際には赤色と紫色が混ざったような魚群）が出現する演出。後述のサム系プレミアムに発展する。
超魚群
アトランティスステージ専用演出。
光らない魚群が途切れずに図柄が揃うまで出現し続ける演出。
サム系プレミアム
各スーパーリーチ中にサムが出現すれば奇数図柄での大当たりが濃厚となる。
マッスル珊瑚礁リーチ
ラグーンステージ専用演出。
シングルリーチから発展する。珊瑚礁リーチが発生した際に、サムが画面下部から珊瑚礁を持ち上げて登場する。
マッスル女神像リーチ
アトランティスステージ専用演出。
シングルリーチから発展する。女神像リーチが発生した際に、サムが画面下部から女神像を持ち上げて登場する。
ガイコツ船長リーチ
トレジャーステージ専用演出。
シングルリーチから発展する。宝の山リーチが発生した際に、宝の山が回転しガイコツ船長が登場する。サムは登場しないが、便宜上サム系に分類される。
ダイビングリーチ
シングルリーチから発展する。黒潮リーチが発生した際に、画面右側からサムが泳いで登場する。
ポージングリーチ
ラグーンステージ及びアトランティスステージ専用演出。
ダブルリーチから発展し、マリンの代わりにサムが画面上部から登場する。
プレミアムシャッターチャンスリーチ
トレジャーステージ専用演出。
ダブルリーチから発展し、マリンの代わりにサムが水中カメラを持って画面上部から登場する。
枠外プレミアム
図柄が枠外で揃った場合、効果音の後に図柄が枠内に移動し大当たりとなる演出。必ず発生する訳ではない。本作は通常図柄でも発生する可能性があり、その場合は波乗りサムが登場して確変図柄に入れ替える演出が必ず発生する。後述のシャッフルリーチと混同されやすいが、枠外プレミアムは通常時および時短中にのみ発生し、確変大当たり濃厚となる。
ボイスプレミアム
本作から搭載された新規演出。
変動開始時などにマリン、サム、初代ミスマリンちゃんのいずれかのボイスが流れる演出。
サウンドプレミアム
アトランティスステージ及びトレジャーステージ専用演出。本作から搭載された新規演出。
変動音が『海物語』のものに変化する演出。
クジラプレミアム
アトランティスステージ専用演出。本作から搭載された新規演出。
リーチ成立時、巨大なクジラが出現する演出。
プレミアムシャッフルリーチ
確変時専用演出。本作から搭載された新規演出。
図柄が枠外で揃った場合、効果音の後図柄キャラ群または波乗りサムが登場し、図柄が枠内に移動する事がある（必ず発生する訳ではない）。通常図柄で発生した場合、再び図柄キャラ群または波乗りサムが登場すれば確変大当たりとなるが、登場せずに通常大当たり濃厚となる場合もある。シャッフルリーチは高確率時でのみ発生し、確変大当たりが確定する訳ではない。

## 大当たりラウンド演出
エンディングチャンス
通常大当たり時のエンディング画面で確変が告知される演出。エンディング画面で「もう1回」の文字とともにサムが登場して告知される。

## その他演出
再始動
リーチが外れた際に、中段図柄が再び動き出して大当たりになる演出。ダブルリーチで発生した場合は奇数図柄での大当たりとなる。
昇格スクロール
偶数図柄が揃った直後に図柄が高速に動き出して奇数図柄に昇格する演出。
マリンちゃん2段階
マリンちゃんリーチで偶数図柄が揃った直後、マリンが掛け声とともに中段図柄をビンタして再始動が起き、もう片方のリーチ図柄である奇数図柄揃いの大当たりになる演出。
法則崩れ
さまざまな予告で発生する。予告なしからスーパーリーチに発展する、魚群予告からノーマルリーチに発展する、大泡予告からスーパーリーチに発展するなどがあり、発生すると大当たり濃厚となる。

## 大当たり・確変・時短
確変ループ機となっており、大当たりラウンド終了後は基本的に奇数図柄大当たりだと確変に突入し、偶数図柄大当たりだと100回の時短に突入する。

## プレミアムラウンド
- 1回目：いつものラウンド
- 5連荘達成：大久保麻梨子ラウンド
- 10連荘達成：初代ミスマリンちゃんラウンド

## スペック
| 型式                         | 型式                         | M56                        | M2                         | M55                        |
| ---------------------------- | ---------------------------- | -------------------------- | -------------------------- | -------------------------- |
| 特賞種別                     | 特賞種別                     | デジパチ                   | デジパチ                   | デジパチ                   |
| 大当たり確率                 | 通常時                       | 1/369.500                  | 1/329.500                  | 1/309.500                  |
| 大当たり確率                 | 高確率時                     | 1/52.786                   | 1/50.692                   | 1/30.950                   |
| タイプ                       | タイプ                       | ミドル                     | ミドル                     | ミドル                     |
| 賞球数                       | 賞球数                       | 3 & 5 & 5 & 14             | 3 & 5 & 15                 | 3 & 5 & 14                 |
| ラウンド・カウント数         | ラウンド・カウント数         | 15R・9C                    | 15R・9C                    | 15R・9C                    |
| 大当たりシステム             | 大当たりシステム             | 確変ループ                 | 確変ループ                 | 確変ループ                 |
| 確変突入率                   | 確変突入率                   | 60/100（60%）              | 50/100（50%）              | 50/100（50%）              |
| 大当たりの内訳（始動口共通） | 大当たりの内訳（始動口共通） | 15R確変：60% 15R通常：40%  | 15R確変：50% 15R通常：50%  | 15R確変：50% 15R通常：50%  |
| 大当たり出玉                 | 大当たり出玉                 | 1760個                     | 1890個                     | 1890個                     |
| リミット                     | リミット                     | なし                       | なし                       | なし                       |
| 電サポ                       | 確変                         | 確変大当たり終了後次回まで | 確変大当たり終了後次回まで | 確変大当たり終了後次回まで |
| 電サポ                       | 時短                         | 通常大当たり終了後100回    | 通常大当たり終了後100回    | 通常大当たり終了後100回    |
| 保留の数                     | 保留の数                     | 4個                        | 4個                        | 4個                        |
| 保留の優先消化               | 保留の優先消化               | なし（入賞順に消化）       | なし（入賞順に消化）       | なし（入賞順に消化）       |

## コンシューマ移植
- パチパラシリーズ（プレイステーション2用）
  - 『パチパラ12 〜大海と夏の思い出〜』（2005年12月15日発売）に『CR大海物語M56』、『CR大海物語M2』が収録。